# Mary Habsch

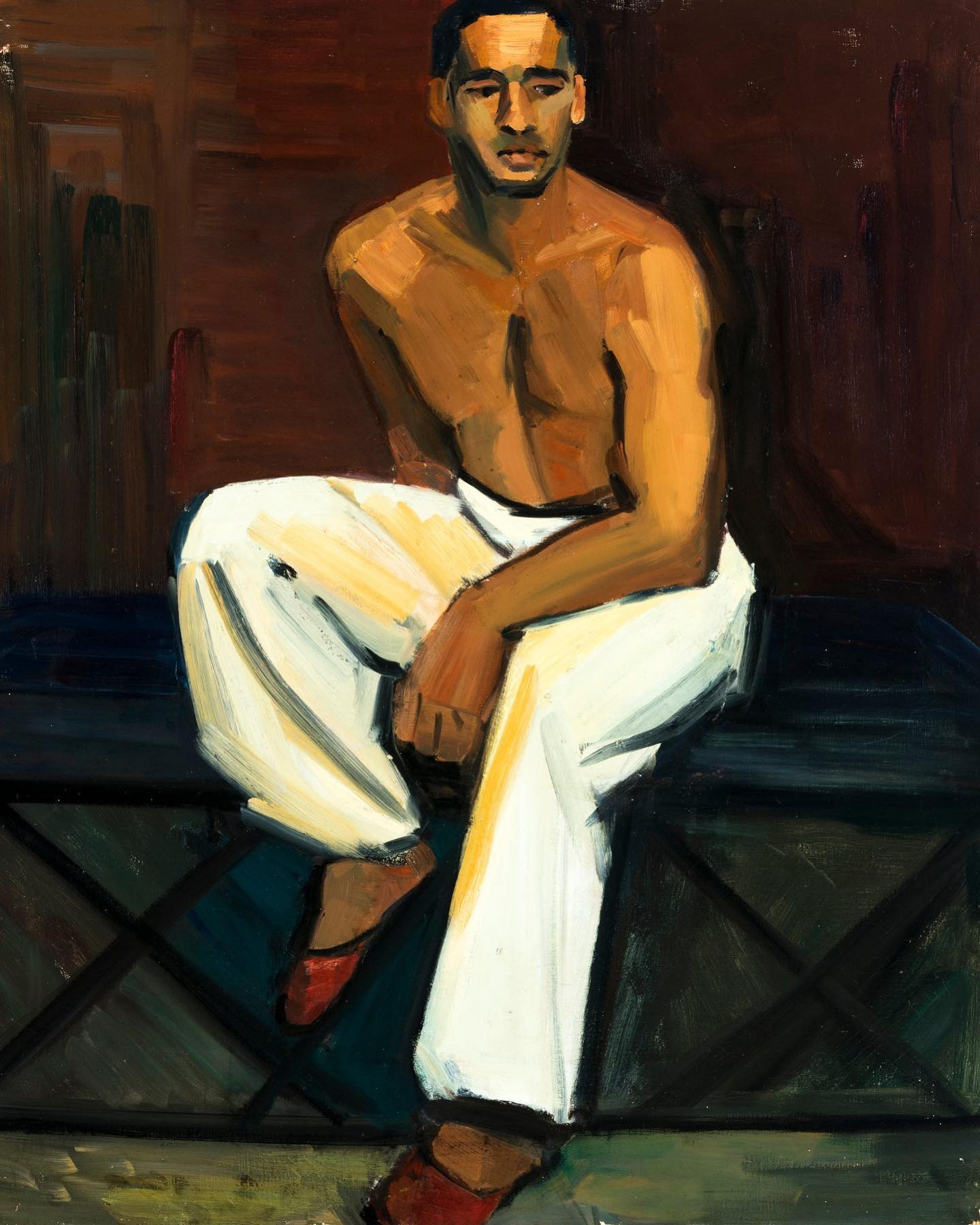
L'Algérien par Mary Habsch. Huile sur toile. Signé au dos sur le chassis.

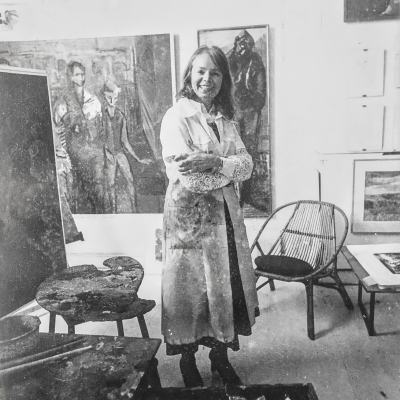
Mary Habsch dans son atelier dans les années 60.

Mary Habsch, née le 24 juin 1931 à Welkenraedt et morte le 11 décembre 2023 à Evere, est une artiste-peintre belge,,,.

## Biographie
Mary Habsch naît en 1931 à Welkenraedt en région Liégeoise. Avant-Guerre, sa famille émigre vers Bruxelles. Elle perd sa mère, Maria Libotte, à l'âge de 7 ans. Son père, Jean Pierre Habsch (1898-1976) gère la fabrique de céramique Vestaceram (106 av. Franklin Roosevelt, à Vilvorde) pour laquelle Mary réalise des motifs décoratifs. Son oncle, Paul Habsch (1902-1988) tient un magasin d'articles pour les Beaux-Arts, "Art et Dessin", à Ixelles (8 rue de la Tulipe).
Entre 1948 et 1965, elle suit les enseignements des peintres et professeurs Mlle G. Biron ["Dessin d'Observation"], Armand Paulis (1884-1979) ["Aquarelle" et "Peinture à l'huile"], Georges Rogy (1897-1981) ["Dessin d'Observation"], Albert Philippot (en) (1899-1974) ["Technique de la Peinture"], Joseph De Smedt (1894-1970) ["Composition décorative monumentale" et "Peinture d'après la figure humaine"] à l'Ecole des Arts et Métiers de la commune d'Etterbeek (aujourd'hui, Académie Constantin Meunier).
Sur conseils et recommandations d'Armand Paulis, elle s'inscrit en octobre 1952 à l'Académie royale des Beaux-Arts de Bruxelles. Elle y intègre l'Atelier du Professeur de "Peinture d'après Nature" et Directeur, Léon Devos (1897-1974), jusqu'en 1959. Mary Habsch y obtient de nombreux prix dont la médaille du gouvernement, le prix Célestin Jacquet pour la peinture à l'eau (1954) et le Brevet de Maîtrise de l'Atelier de peinture (1959).
En 1962, elle obtient avec grande distinction le grade d'Agrégée de l'Enseignement Secondaire Inférieur de la Ville de Bruxelles, à l'Ecole Bischoffsheim. Tout en continuant de peindre, elle enseignera à son tour les Arts décoratifs toute sa carrière durant (entre autres, à Saint-Gilles à l'Institut Sainte-Marie et à Forest, à l'Institut Sainte-Ursule et à l'Ecole Normale de l'Etat).
Finalement, Mary Habsch complète sa formation à l'Académie des Beaux-Arts de Watermael-Boitsfort, où elle se perfectionne en techniques lithographiques (1987-1990).

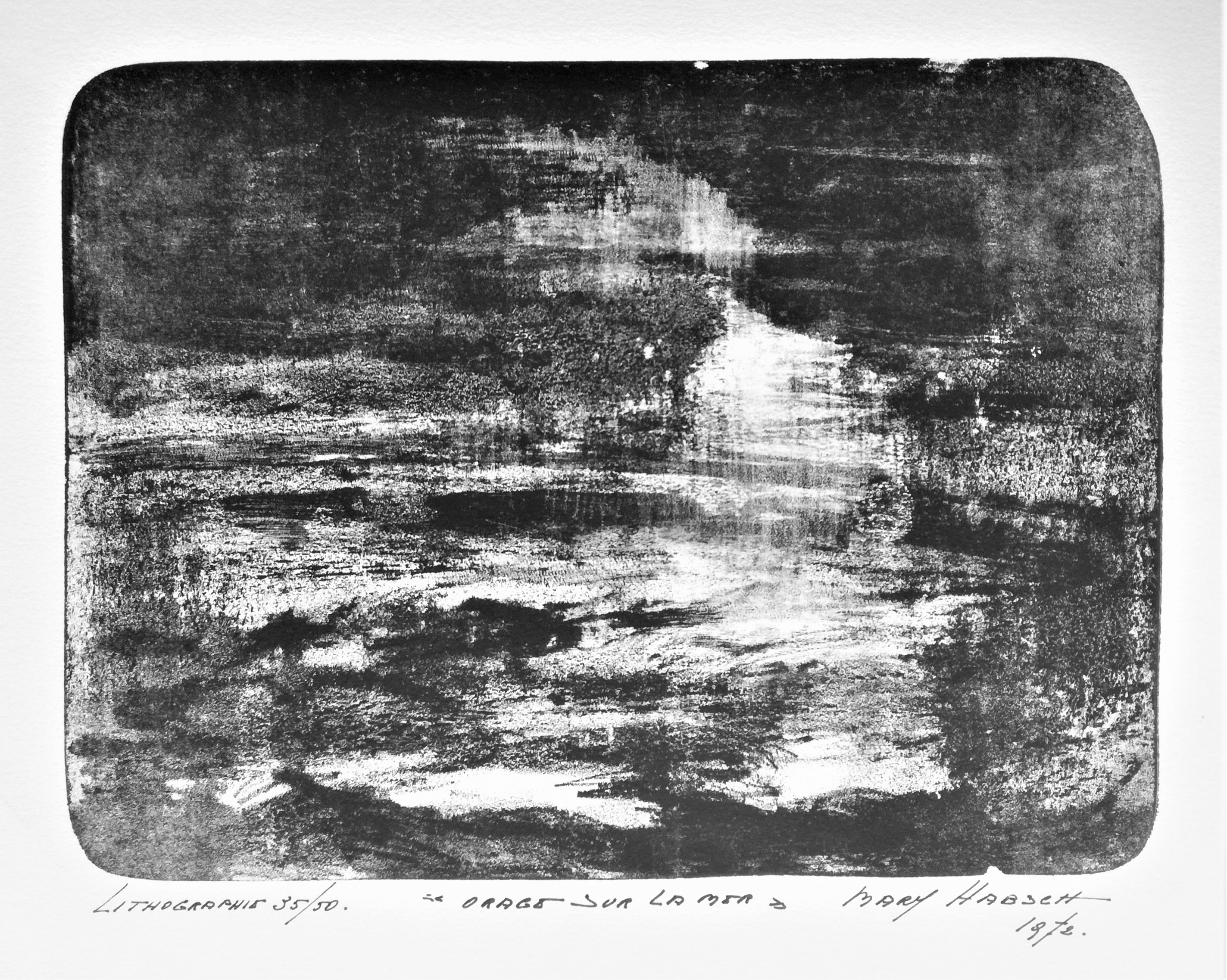
Mary Habsch, "Orage sur la mer", 1972, Lithographie

"Mary Habsch tantôt intimiste, tantôt lyrique, observe, compose, agrandit l'espace conquis pour y introduire un sentiment philosophique ou y cultiver le merveilleux" (Paul Caso, critique d'art). Son œuvre comprend de nombreux portraits, paysages ésotériques, compositions d'inspiration religieuses ou bibliques, mais aussi de grandes scènes en hommage au folklore belge. Selon l'historienne de l'Art, Brigitte De Clercq, "L'homme et la nature sont ses thèmes de prédilection. Elle s'attache à pénétrer l'âme du personnage dans ses portraits et à rendre l'atmosphère des paysages." Mary Habsch dit d'elle même que "ce qui l'intéresse avant tout, c'est la recherche de lumière et d’infini".

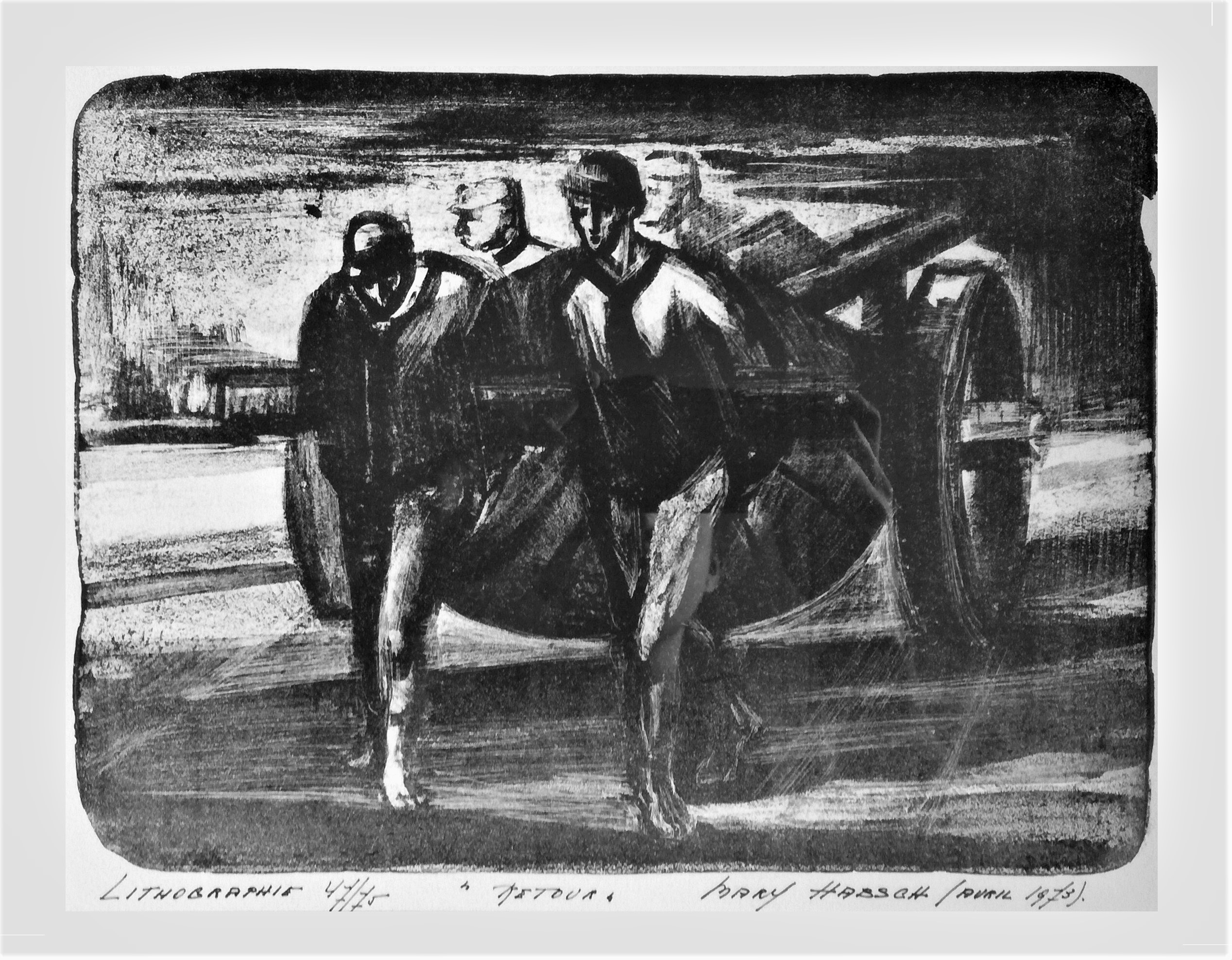
Mary Habsch, "Retour", 1973, Lithographie

Elle réalise ou participe à de nombreuses expositions en Belgique (à la Villa Empain (1969), à la Galerie Baron René Steens (1975, 1977 et 1981), au Centre Rogier « Les Arts en Europe », aux Palais des Beaux-Arts de Charleroi, au Musée Charlier, à la Chapelle des Brigittines, à l’Hôtel de ville de Bruxelles; exposition Simenon (1993) à Liège, plusieurs expositions à l’Abbaye de Forest, aux Ateliers Mommen et au Salon Mommen, à la galerie Lesbrouss’Art …) et à l'étranger (au Canada, en France, en Suisse, en Écosse, en Italie).
Mary Habsch fait également partie de nombreux collectifs d'artistes, entre autres: L'Association royale des Artistes professionnels de Belgique (depuis 1973), le groupe Gryday (dès 1976), Le Cercle d'Art Forestois (CAF), Le Cercle des Amis de Thomas Owen, Le groupe des Copains du Ça M'dit (1996-1998), La Fédération Féminine Artistique de Belgique.
Son atelier d'artiste se trouve à la "Cité Mommen" (artiste résident) à Saint-Josse-Ten-Noode.
Elle meurt à l'âge de 92 ans à Evere, en Belgique.

## Distinctions
- Plusieurs médailles d'or et la Médaille du gouvernement (Académie royale des Beaux-arts de Bruxelles)
- Prix Célestin Jacquet pour l'aquarelle (Académie royale des Beaux-arts de Bruxelles) 1954,
- Finaliste du Prix de Rome de peinture (Académie royale des Beaux-arts d'Anvers), 1958
- Prix Godecharles pour la Peinture (ex-aecquo), 1959
- Premier Prix Conrad Chapman pour Les Arts en Europe, 1973
- Prix Société générale de banque, 1974
- Médaille Vermeil C.E.A.E. (Conseil Européen d’Art et d'Esthétique, Bruxelles), 1975
- Premier prix (partagé) Fondation Edmond Deglumes (Bruxelles), 1975
- Médaille d’or (hors concours) pour Les Arts en Europe, 1976
- Prix artistes Gryday, 1985
- Premier prix 10ème Biennale du Musée Vivant de Saint-Gilles, 1986
- Premier prix Fondation Edmond Deglumes (Bruxelles), 1991
- Prix SWIFT de l'asbl M.A.E. (Mérite Artistique Européen), 1993